# スティーヴン・ソマーズ
スティーヴン・ソマーズ（Stephen Sommers, 1962年3月20日 - ）は、アメリカ合衆国オハイオ州デイトン出身の映画監督・脚本家である。

## 略歴
オハイオ州で生まれ、ミネソタ州で育つ。アメリカとスペインの大学で学び、その後4年間を舞台俳優、及びロック・バンドのマネージャーとしてヨーロッパ中を回る。帰国後、南カリフォルニア大学で映画制作を学ぶ。
古典的なモンスター・ストーリーをCGをふんだんに駆使して蘇らせている。
深海に潜む太古の海洋生物が豪華客船を襲うという内容のモンスターパニック映画『ザ・グリード』をヒットさせ、『ハムナプトラ』で長年切望していたミイラ映画のメガホンを取った。
そのほか製作者としての立場で、プロダクションI.Gの黄瀬和哉がアニメーション・ディレクターとして参加した『ヴァン・ヘルシング』前章となるアニメーション『ヴァン・ヘルシング アニメーテッド』、『ハムナプトラ』の3作目『ハムナプトラ3 呪われた皇帝の秘宝』などを手がけている。

## 監督作品
- 『ハックフィンの大冒険』 The Adventures of Huck Finn （1993）（兼脚本）
- 『ジャングル・ブック』 Rudyard Kipling's The Jungle Book （1994）（兼脚本）
- 『ザ・グリード』 Deep Rising （1998）（兼脚本）
- 『ハムナプトラ/失われた砂漠の都』 The Mummy （1999）（兼脚本）
- 『ハムナプトラ2/黄金のピラミッド』 The Mummy Returns （2001）（兼脚本）
- 『ヴァン・ヘルシング』 Van Helsing （2004）（兼脚本）
- 『G.I.ジョー』 G.I.Joe:The Rise of Cobra （2009）（兼製作総指揮）
- 『オッド・トーマス 死神と奇妙な救世主』 Odd Thomas （2013）（兼脚本）

## その他参加作品
- 『ガンメン』 Gunmen （1993）（脚本）
- 『トム・ソーヤーの大冒険』 Tom And Huck/The Adventures Of Tom And Huck （1995）（製作総指揮、脚本）
- 『スコーピオン・キング』 The Scorpion King （2002）（製作、原案、脚本）
- 『ヴァン・ヘルシング アニメーテッド』 Van Helsing: The London Assignment （2004）（製作）
- 『ハムナプトラ3 呪われた皇帝の秘宝』 The Mummy: Tomb of the Dragon Emperor （2008）（製作）
- 『スコーピオン・キング2』 The Scorpion King 2: Rise of a Warrior （2008）（製作）
- 『スコーピオン・キング3』 The Scorpion King  3: Battle For Redemption （2012）（製作総指揮）
- 『G.I.ジョー バック2リベンジ』 G.I.Joe: Retaliation （2013）（製作総指揮）